# Дворец культуры имени 50-летия Октября (Воронеж)
Дворец культуры имени 50-летия Октября (в просторечии «Полтинник») — бывшее культурное учреждение, располагавшееся в городе Воронеже и действовавшее с 1967 по 2021 год.

## История
Строительство дворца культуры, предназначенного для проведения досуговых и массовых мероприятий рабочих Воронежского механического завода началось в первой половине 1960-х годов, в связи с тем, что Дворец культуры авиации, существовавший при заводе и располагавшийся на перекрестке Кольцовской и Бессарабской улиц (ныне улицы Ворошилова и Колесниченко), был разрушен в войну, а в первые послевоенные годы у завода дворца культуры не было. Строительство трехэтажного здания по проекту архитектора Риммы Березиной велось методом «народной стройки», было приурочено к будущему полувековому юбилею Октябрьской революции и было закончено к 1967 году.
В связи с тем, что Воронежский механический завод занимался космической отраслью, было решено оформлять внешний вид здания на космическую тему. Например, на торце ДК были установлены металлические горельефы «Адам и Ева», «летающие» возле абстрактных изображений планет, изготовленные известным воронежским скульптором Фёдором Сушковым. Также на входной группе был установлен барельеф с изображением шестерёнки, перфокарты, палитры, театральных масок, занавеса, музыкальных инструментов, а внутри здания была создана мозаика с изображением вселенной автора — художника-монументалиста Григория Перцева.
Для строительства дворца использовались такие материалы как железобетон, стекло, алюминий, гранитная штукатурка, лучшие сорта мрамора и ценные породы дерева.
Открытие «Полтинника» было широко освещено в воронежской прессе. Зрительный зал дворца культуры вмещал 1200 зрителей. Сценическое оборудование было на момент открытия самым современным. Здание было знаменито своей 12-метровой вращающейся сценой. За историю заведения в этом зале выступали многие известные артисты и коллективы; например, по приглашению руководства мехзавода в ДК выступали Лев Лещенко, Александра Пахмутова, Марк Бернес и другие. В 1990-е годы на сцене можно было увидеть группы «Аквариум», «Неприкасаемые», «Сектор Газа» (летом 1989 года последняя также записывала в студии при ДК имени 50-летия Октября магнитоальбомы «Плуги-вуги» и «Колхозный панк»). 
В октябре 1979 года здесь дала успешный концерт рок-группа из Германской Демократической Республики «Karat».
Имелся и кинозал на 300 мест. Спортивный зал также был оснащён всем необходимым оборудованием.

## Продажа и снос
В 2021 году ГКНПЦ имени М. В. Хруничева, являющийся собственником ВМЗ решил избавиться от непрофильных активов, в числе которых был дворец культуры. Покупателем ДК стала финансовая компания «Аксиома», сумма сделки составила 509 миллионов рублей. Через непродолжительное время новый собственник «указал на дверь» арендаторам здания — танцевальным, хоровым и спортивным и другим кружкам. Также отклонялись какие-либо просьбы воронежских общественников сохранить здание, включая перевод в статус объекта культурного наследия.
В августе 2021 года была демонтирована и вывезена в неизвестном направлении мозаика «Космос»; по имеющимся в интернете данным, части мозаики находится на неизвестном складе, однако отдельные детали панно утрачены при демонтаже. Горельефы перенесены в здание Школы креативных индустрий «Матрёшка» в центре города.
В течение второй половины 2021 года в здании были демонтированы системы отопления и водоснабжения.
27 февраля 2022 года здание, которое фактически не было отключено от электроснабжения, из которого не вывезли оборудование и мебель, стали разрушать. Снос продлился до конца апреля. Основная причина со слов собственника — нецелесообразность капитального ремонта. В планах застройщика обсуждалось строительство жилых многоэтажных домов с элементами культурно-досуговых объектов с сохранением сквера, располагавшегося за ДК.
В июне 2025 года появилась информация о строительстве на территории ранее занимаемой ДК имени 50-летия Октября жилого дома с секциями переменной этажности до 30 этажей..